# HK Detva

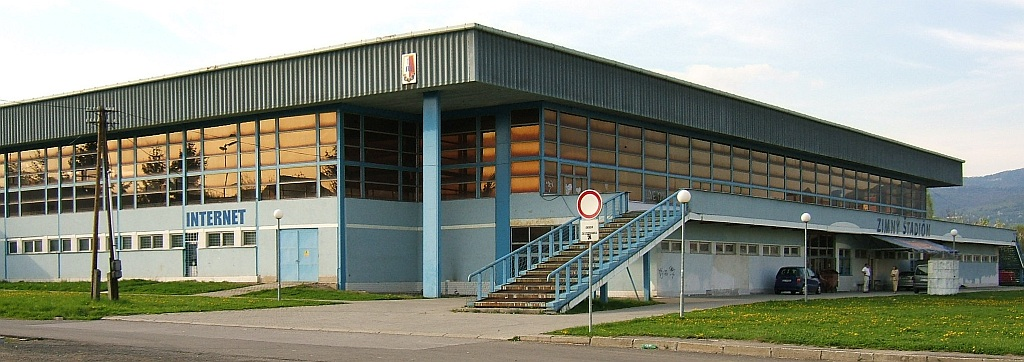
A gyetvai jégcsarnok

A HK Detva egy szlovák jégkorongcsapat Gyetván. A klub a másodosztályú TIPOS Slovenská hokejová ligában játszik.

## Története
A klubot 2022-ben alapították.

## Statisztikák

### 2. hokejová liga
| Főcsoport (B csoport) | Főcsoport (B csoport) | Főcsoport (B csoport) | Főcsoport (B csoport) | Főcsoport (B csoport) | Főcsoport (B csoport) | Főcsoport (B csoport) | Főcsoport (B csoport) | Főcsoport (B csoport) | Felsőház | Felsőház | Felsőház | Felsőház | Felsőház | Felsőház | Felsőház | Felsőház | Rájátszás                               | Rájátszás                          | Rájátszás                  |
| Szezon                | LM                    | GY                    | GY. H.                | V. H.                 | V                     | G                     | P                     | Helyezés              | LM       | GY       | GY. H.   | V. H.    | V        | G        | P        | Helyezés | Negyeddöntő                             | Elődöntő                           | Döntő                      |
| --------------------- | --------------------- | --------------------- | --------------------- | --------------------- | --------------------- | --------------------- | --------------------- | --------------------- | -------- | -------- | -------- | -------- | -------- | -------- | -------- | -------- | --------------------------------------- | ---------------------------------- | -------------------------- |
| 2023–24               | 10                    | 9                     | 1                     | 0                     | 0                     | 61-24                 | 29                    | 1.                    | 10       | 6        | 1        | 0        | 3        | 33-30    | 20       | 1.       | Győzelem a HK Slovan Levice ellen (3-0) | Győzelem a HK Bardejov ellen (0-3) | Vereség a MŠK Púchov ellen |

### TIPOS Slovenská hokejová liga
| Főszezon | Főszezon | Főszezon | Főszezon | Főszezon | Főszezon | Főszezon | Főszezon | Főszezon | Rájátszás                           | Rájátszás   | Rájátszás | Rájátszás |
| Szezon   | LM       | GY       | GY. H.   | V. H.    | V        | G        | P        | Helyezés | Kvalifikáció                        | Negyeddöntő | Elődöntő  | Döntő     |
| -------- | -------- | -------- | -------- | -------- | -------- | -------- | -------- | -------- | ----------------------------------- | ----------- | --------- | --------- |
| 2024–25  | 46       | 13       | 5        | 4        | 24       | 127:167  | 53       | 9.       | Vereség a HK TAM Levice ellen (0-3) | -           | -         | -         |

## Nézettség
| Szezon  | Teljes nézőszám | Átlagos nézőszám | Helyezés a ligában |
| ------- | --------------- | ---------------- | ------------------ |
| 2023–24 | 11 489          | 765              | 2.                 |

## Híres játékosok
- Dušan Pohorelec
- Karol Križan
- Ján Laco
- Igor Majeský
- Marek Priechodský
- Dominik Kanaet
- Radovan Puliš
- Ján Sýkora
- Ladislav Ščurko